# Culte de l'ours

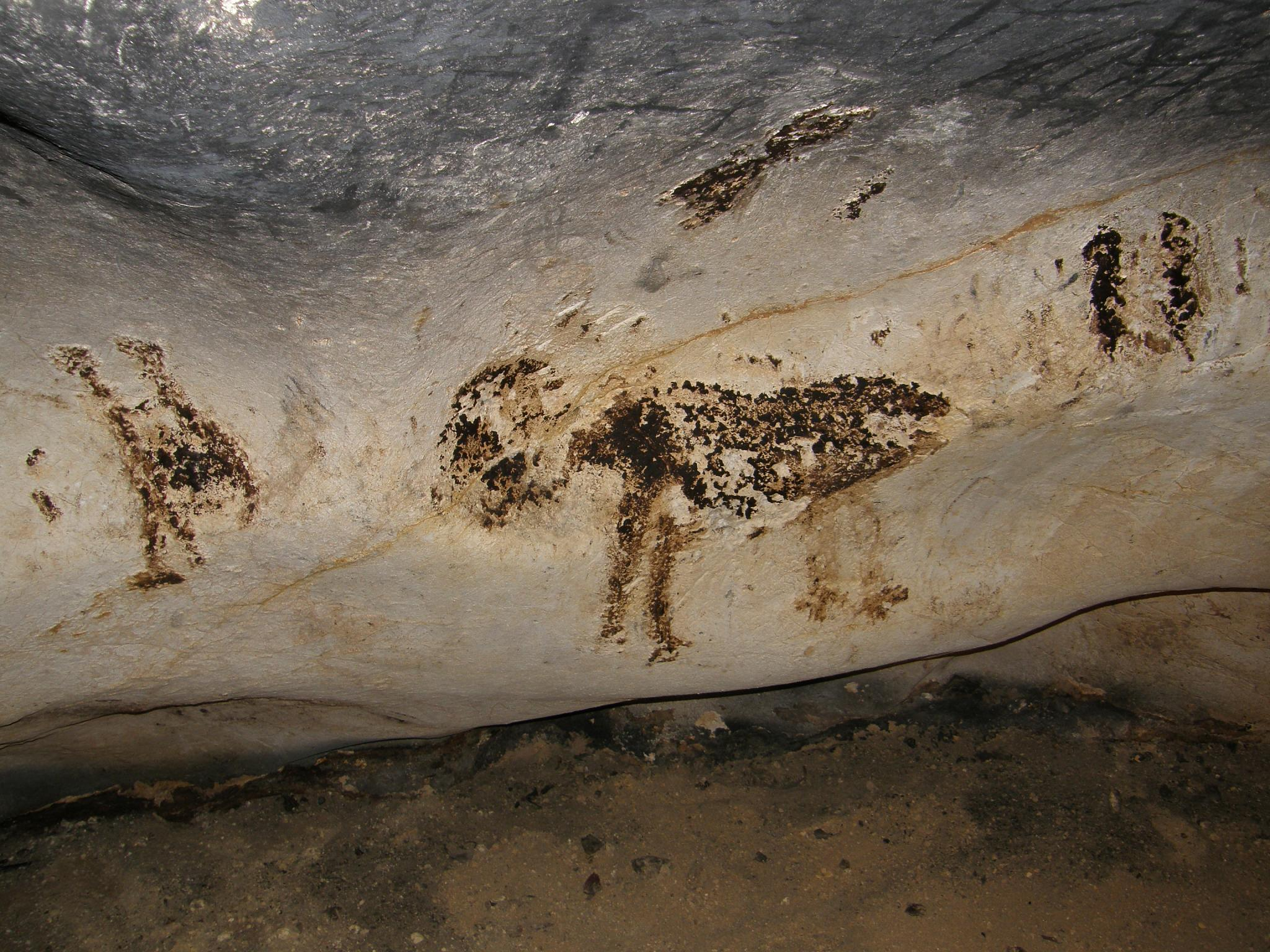
Peinture pariétale connue comme la scène à l'ours, dans la grotte de Magoura.

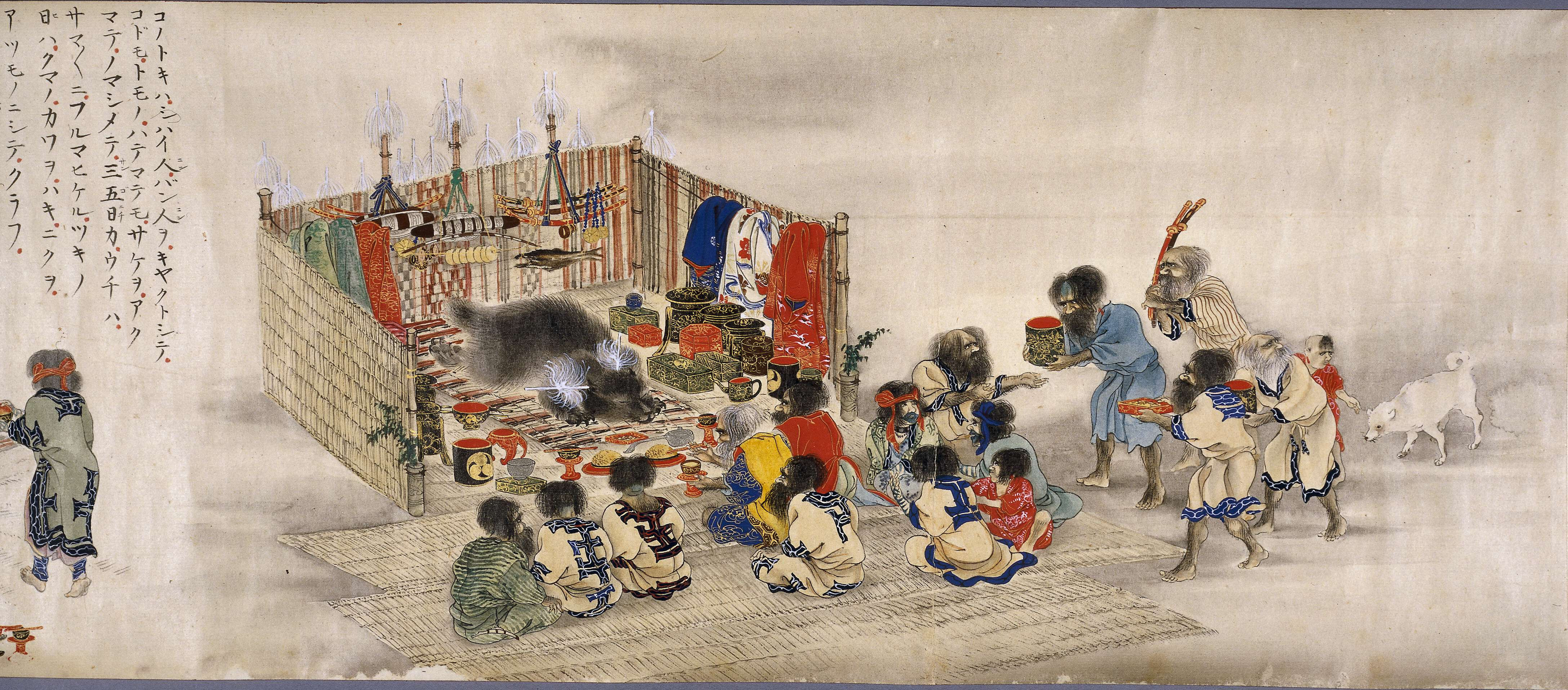
Cérémonie dite Iyomante chez les Aïnous du Japon. Peinture japonaise vers 1870.

Le culte de l'ours est un culte religieux et symbolique. L'ours y symbolise la puissance, le renouveau et la royauté. Bien que la question de son ancienneté soit l'objet de nombreux débats, on retrouve trace de ce culte dans de multiples coutumes folkloriques incluant des danses, des chasses ritualisées, des chants et des ports de masques dans de multiples sociétés humaines, aussi bien en Europe qu'en Amérique du Nord ou en Sibérie.

## Préhistoire
Selon certains auteurs, le culte de l'ours serait attesté dès la Préhistoire. La question de son existence dès le Paléolithique moyen et de son importance fait depuis plusieurs décennies l'objet d'un débat entre chercheurs et historiens, les sceptiques ne voyant dans la présence d'ossements et de crânes d'ours placés aux côtés de ceux des hommes et dans certaines positions que des coïncidences. Les sceptiques sont désormais majoritaires.

### Grotte du Regourdou
Le débat concernant une implication possible de l'ours au sein de la culture humaine implique la grotte du Regourdou, en Périgord. Dans ce site proche de Lascaux, des ossements néandertaliens datant de 80 000 ans avant le présent ont été mis au jour en 1965 au sein d'une fosse, associés à des ossements d'ours sous une même dalle. Cette grotte fut alors vue par les préhistoriens comme « un véritable sanctuaire permettant de résoudre le problème du culte de l'ours », et, selon le journaliste et écrivain Christian Bernadac, cet animal aurait pu être le « premier dieu célébré par les hommes ».
L'inventeur du site, Roger Constant, fervent défenseur de cette thèse, a réintroduit des ours vivants à proximité du lieu de la découverte.
En mars 2010, des découvertes remettent largement en cause ces théories, attribuant le mélange des ossements à des phénomènes taphonomiques.

### Grotte Chauvet
Au début du Paléolithique supérieur, soit environ 30 000 ans avant notre ère, les preuves d'une association symbolique de l'ours avec l'homme sont plus solides. C'est le cas notamment à la grotte Chauvet, en Ardèche, où des crânes d'ours probablement disposés de manière intentionnelle ont été retrouvés,.

### Grotte de Montespan
La grotte de Montespan dans la Haute-Garonne est explorée en 1923 par Norbert Casteret qui y découvre des reliefs en argile façonnés par l'homme représentant des chevaux ainsi qu'une statue d'argile représentant un ours acéphale, avec un vrai crâne d'ours à ses pieds. Ces représentations d'argile sont datées du Paléolithique supérieur.

## Histoire
Le culte de l'ours est controversé mais une forme de vénération de l'ours, associée à des rites parfois violents, est plus tard attestée dans de multiples sociétés humaines en contact avec cet animal, aussi bien en Sibérie qu'en Europe ou chez les Amérindiens. L'ours était considéré comme un double animal de l'homme, et même comme le roi des animaux en Europe. Étroitement associé à des pratiques et traditions païennes parfois transgressives, il fut combattu ainsi que ses cultes par les autorités de l'église catholique romaine lors des évangélisations successives, conduisant à une dépréciation et une diabolisation progressive de l'ours en Europe.

### Festival de l'ours des Nivkhes

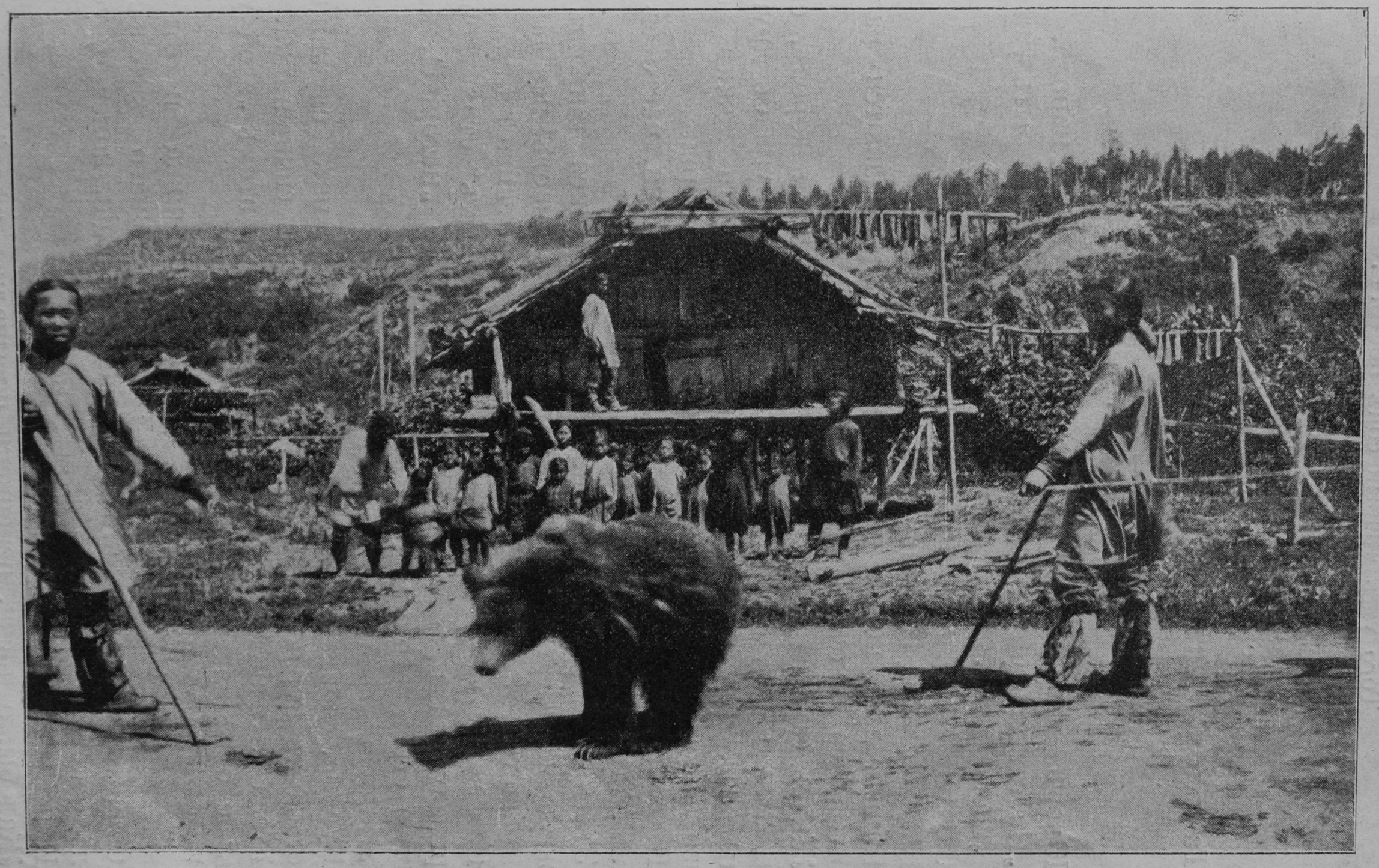
Un festival de l'ours chez les Nivkhes vers 1903.

Le festival de l'ours est une fête religieuse célébrée par les indigènes Nivkhes en Extrême-Orient russe (dans l'estuaire du fleuve Amour et l'île de Sakhaline). Un chaman Nivkh (ch'am) présidait le festival de l'ours, célébré en hiver entre janvier et février selon le clan. Des ours étaient capturés et élevés dans un corral pendant plusieurs années par des femmes locales, traitant l'ours comme un enfant. L'ours est considéré comme une manifestation terrestre sacrée des ancêtres Nivkh et des dieux sous forme d'ours. Pendant le Festival, l'ours est vêtu d'un costume de cérémonie spécialement conçu et lui est offert un banquet à ramener au royaume des dieux pour demander la bienveillance envers les clans. Après le banquet, l'ours est tué et mangé lors d'une cérémonie religieuse élaborée. Le festival a été organisé par des proches pour honorer la mort d'un parent. L'esprit de l'ours revient aux dieux de la montagne « heureux » et récompense les Nivkh de forêts abondantes. Généralement, le Festival de l'ours était une cérémonie inter-clanique où un clan de preneurs de femme y rétablit des liens avec un clan de donneurs de femme, lien brisé par la mort du parent. Le Festival de l'ours a été supprimé pendant la période soviétique ; depuis lors, le festival a connu un renouveau modeste, quoique comme une cérémonie culturelle plutôt que religieuse.

## articles connexes
- Culte
- Ours brun
- Ours dans la culture
- Asie: Ethnie Nivkhes (Festival de l'ours), Cérémonie Iyomante de l'ethnie Aïnous
- Divinités celtes: Andarta (Déesse Voconce), Artio (Déesse Helvète)
- Pyrénées: Ours dans les Pyrénées, Réintroduction de l'ours dans les Pyrénées, Hartz (Culture basque)
- Ours dans les Alpes
- Montreurs d'ours (Ercé)
- Chasse à l'ours
- Iyomante (cérémonie aïnoue)